# Slaughter Beach (Delaware)
Slaughter Beach je gradić u američkoj saveznoj državi Delaver. Prema popisu stanovništva iz 2010. u njemu je živjelo 207 stanovnika.